# Palmodes laeviventris
Palmodes laeviventris är en biart som först beskrevs av Cresson 1865.  Palmodes laeviventris ingår i släktet Palmodes och familjen grävsteklar. Inga underarter finns listade i Catalogue of Life.